# Alfred Dürr (Jurist)
Alfred Dürr (* 15. Juni 1879 in Würzburg; † 19. September 1953 in München) war ein deutscher Jurist. Von 1937 bis 1943 war er Präsident des Oberlandesgerichts München.

## Leben
Dürr begann nach dem Besuch des Maximilianeums ein Studium der Rechtswissenschaften in Würzburg, das er in Berlin fortsetzte. 1898 wurde er Mitglied der Burschenschaft Arminia Würzburg. 1902 legte er das 1. Staatsexamen ab, im Jahr darauf wurde er mit einer Dissertation über Wertpapierunterschlagung promoviert.
1905 erreichte er im  2. Staatsexamen  die Note „sehr gut“ und trat als Assessor in den bayerischen Justizdienst,
um im April 1906 als juristischer „Hilfsarbeiter“ ans bayerische Staatsministerium der Justiz zu wechseln. 1906 wurde er III. Staatsanwalt am Landgericht München I und 1909 Amtsrichter am Amtsgericht München. Von 1910 bis 1914 war er wieder im Justizministerium tätig. 1914 wurde er II. Staatsanwalt bei dem Landgericht München I, 1918 dort Landgerichtsrat.  Nachdem er bereits zuvor neben den Aufgaben in der Rechtspflege weiter Aufgaben im Ministerium wahrnahm, wechselte er Ende 1919 als Regierungsrat ganz dorthin, wurde 1921 er Oberregierungsrat und 1922 Ministerialrat.
Von 1929/1930 bis 1934 war er stellvertretender Bevollmächtigter Bayerns beim Reichsrat. Zum 1. November 1931 wurde er Ministerialrat als Abteilungsleiter. Für die Zeit als stellvertretender Reichsratsbevollmächtigter führte er die Amtsbezeichnung Ministerialdirektor. Im April 1934 erfolgte die Beförderung zum Ministerialdirektor und Bestellung zum Vertreter der bayerischen Justizverwaltung in der Reichshauptstadt. Am 1. April 1935 wurde Dürr Vizepräsident des Oberlandesgerichts München. Von Januar bis März 1935 war er ordentliches Mitglied der Strafrechtskommission, danach gehörte er dem Strafrechtssenat der Akademie für Deutsches Recht an.
Dürr, der vor der nationalsozialistischen „Machtergreifung“ der DNVP angehört hatte, trat im Januar 1934 dem Bund Nationalsozialistischer Deutscher Juristen bei. Am 18. Mai 1937 beantragte er die Aufnahme in die NSDAP und wurde rückwirkend zum 1. Mai desselben Jahres aufgenommen (Mitgliedsnummer 4.262.632).
An diesem Tag wurde er Präsident des Oberlandesgerichts München. Während der „Arbeitstagung der Oberlandesgerichtspräsidenten und Generalstaatsanwälte“ am 23. und 24. April 1941 in Berlin, an der Dürr teilnahm, wurden die Teilnehmer durch Franz Schlegelberger über die „Vernichtung unwerten Lebens“ informiert. Nachdem sein Schwager, Reichsjustizminister Franz Gürtner, 1941 verstorben war, schickte ihn dessen Nachfolger Georg Thierack am  1. Februar 1943 vorzeitig in Pension. 1944 leitete er freiwillig noch die Rechtsabteilung des Kriegssachschädenamts München.
Im Rahmen der Entnazifizierung profitierte er zunächst von der sogenannten Weihnachtsamnestie von 1946, doch wurde diese in seinem Fall wieder aufgehoben und die Pensionszahlung an ihn wurden 1948  vorläufig eingestellt. Am 23. April 1949 stufte ihn die Spruchkammer München in die zweithöchste Kategorie der „Belasteten“ ein, legte ihm sechs Monaten Sonderarbeit auf und verfügte die Einziehung von zehn Prozent seines Vermögens. Im Rechtsmittelverfahren vor der Berufungskammer stufte man ihn am 5. August 1949 zunächst zum „Mitläufer“  herunter und hob am 6. Dezember 1950 auch diesen Spruch auf. Am 8. März 1951 wurde das Verfahren eingestellt, so dass ihm die volle Pension eines Oberlandesgerichtspräsidenten wieder zuerkannt wurde.